# Andreas Rudolph (Unternehmer)

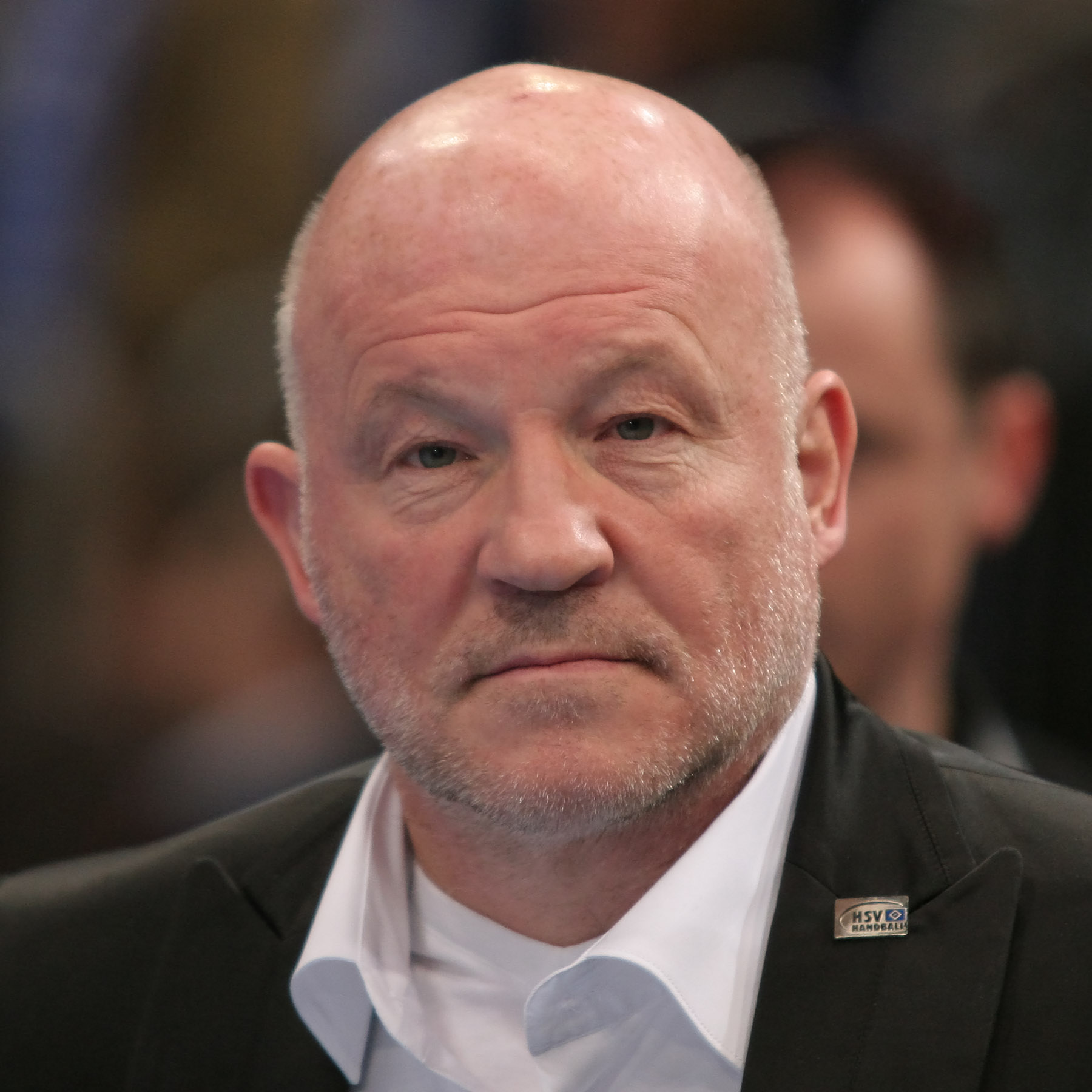
Andreas Rudolph am 9. Dezember 2008

Andreas Rudolph (* 22. März 1955 in Gummersbach) ist ein deutscher Unternehmer, Handballfunktionär und ehemaliger Handballspieler.

## Werdegang

### Beruf
Rudolph studierte an der Ruhr-Universität Bochum Mineralogie, wurde dann beruflich im Bereich Vermarktung in der Arzneimittelbranche tätig. Er arbeitete für die Behringwerke, später für das dänische Unternehmen Coloplast. Rudolph widmete sich danach seiner Geschäftsidee für häusliches Gesundheitsmanagement, für die er 1992 die HSC GmbH gründete. Bis 1998 war er alleiniger Gesellschafter des Unternehmens, dann wurde Coloplast, einer der Lieferanten der HSC GmbH, Mitgesellschafter.
Im Januar 2008 wurde die GHD GesundHeits GmbH Deutschland als neue Dachmarke für mehrere Gesellschaften gegründet. Im gleichen Jahr beteiligte sich die Kapitalgesellschaft Barclays Private Equity an der GHD mit einem dreistelligen Millionenbetrag und übernahm so die Kapitalmehrheit des Unternehmens. Ende 2010 kam mit IK Investment Partners ein neuer Eigner, der die Anteile von Barclays Private Equity übernahm. Das Unternehmen erzielt mit etwa 1500 Mitarbeitern einen Umsatz von circa 300 Millionen Euro.
Von 2002 bis 2006 war Rudolph stellvertretender Vorsitzender des Bundesverbandes Medizintechnologie.

### Handball
Rudolph, der als Trainer die Schulmannschaft der Alfred-Krupp-Oberschule betreute, spielte unter anderem für SC Phönix Essen und OSC Rheinhausen mehrere Jahre in der Handball-Bundesliga. Im Alter von 32 Jahren musste er seine aktive Karriere verletzungsbedingt beenden. In der Saison 1978/79 war er Interimstrainer des OSC Rheinhausen.
Ende Dezember 2004 wurde er zum Präsidenten des HSV Hamburg gewählt und rettete den in dieser Zeit wirtschaftlich angeschlagenen Verein vor dem Aus. Rudolph war in den folgenden fast zehn Jahren der wichtigste Mäzen des Handballvereins. Nach Einschätzung des Hamburger Abendblatts war der Verein „ohne Rudolphs Geld und seine Darlehen“ nicht überlebensfähig. Im Juli 2011 übernahm Martin Schwalb seinen Posten als Präsident beim HSV Hamburg, Rudolph war fortan zwar ohne Amt im Verein, blieb aber als Geldgeber sehr einflussreich. Im Juli 2012 wurde Rudolphs jüngerer Bruder Matthias Präsident des HSV Handball. Vom 15. November 2013 bis zu seinem sofortigen Rücktritt am 8. Mai 2014 hatte Andreas Rudolph wieder das Präsidentenamt beim HSV Hamburg inne. Er begründete seinen überraschenden Rücktrittsentschluss mit den „Turbulenzen der letzten Wochen, nicht nur um die Mannschaft und den Verein des HSV Handball, sondern ganz besonders um meine Person.“ In rund zehn Jahren soll Rudolph etwa 25 Millionen Euro in den Verein gesteckt haben, der Norddeutsche Rundfunk schätzte die Summe sogar auf 50 Millionen Euro. In seiner Amtszeit gewann die Mannschaft 2006 und 2010 den DHB-Pokal, 2007 den Europapokal der Pokalsieger, 2011 die Deutsche Meisterschaft und 2013 die Champions League. 2021 bezeichnete Rudolph sein Engagement beim HSV Handball rückblickend als die „geilsten zehn Jahre meines Lebens“.
Nachdem er im Frühjahr 2014 die finanzielle Unterstützung des Vereins einstellte, erhielt der HSV Hamburg von der Handball-Bundesliga (HBL) zunächst keine Lizenz. Nachdem der Verein vors Schiedsgericht der Handballbundesliga zog, erhielt der Verein im Juni 2014 doch noch die Lizenz.
Andreas Rudolph lebt in Hamburg, ist verheiratet und hat eine Tochter und einen Sohn.